# Онг Бак: Тайський воїн
Онг Бак: тайський воїн (тай. องค์บาก) — тайський кінофільм з бойовими мистецтвами режисера Пратія Пінкаю за проектом міжнародної промоутерської компанії «Королі тайського боксу».
Слоган: «Новий стиль бойового мистецтва народженого героя». Світова прем'єра відбулася 21 січня 2003 року. Рейтинг MPAA: дітям до 17 років обов'язкова присутність батьків.

## Сюжет
З села наркоторговці вкрали голову місцевої статуї Будди на ім'я Онг Бак і, щоб повернути його, відправляють Тінга, якого тільки що посвятили в духовний сан.
Тінг, який з дитинства вивчає древній стиль тайського боксу, виявляється перед лицем складних випробувань і тільки його феноменальні здібності в бойовому мистецтві дозволяють йому домогтися того, за чим він приїхав до Бангкоку.

## У ролях
- Тоні Джаа — Тінг
- Петчтай Вонгокомлао — Хамлє/Джордж
- Пумварі Йодкамол — Муай Лек
- Сухао Понгвилай — Комтоун
- Чаттхапонг Пантанаункул — Самінг Сіб Діт
- Ваннакит Сириопат — Дон
- Чумпхорн Цепфітхак — Дядечко Мао
- Рунграві Барідзіндакул — Нгє
- Чатевут Ватчаракхун — Пенг
- Ден Чупонг — Охоронець
- Дон Фергюсон — Охоронкць 2
- Сомьяй Джунмунрі — Охоронець 3
- Сомчай Мунма — Охоронець 4
- Таворн Тонапан — Охоронець 5
- Чєйпорн Ганмунтрі — Охоронець 6

Бійцовський клуб:
- Девід Исмолоун — Mad Dog
- Ерік Маркус Шюц — Pearl Harbour
- Пол Гай — Lee
- Ник Кара — Великий ведмідь
- Нудхапол Асавабхахін — Тошіро